# Томский, Сергей Сергеевич
Сергей Сергеевич Томский (настоящая фамилия — Тимофеев; 1886—1941) — русский советский писатель, драматург.

## Биография
Сергей Тимофеев родился 29 ноября 1886 года в Москве. В 1911 году окончил юридический факультет Санкт-Петербургского университета. Во время учёбы сотрудничал с журналом «Театр и искусство», позднее — с газетой «День».
Матерью Сергея была актриса Зинаида Холмская, а отчимом —  театральный критик Александр Кугель. В 1908 году они основали в Санкт-Петербурге театр «Кривое зеркало». Сергей стал сотрудником и автором этого театра.
После прихода советской власти под псевдонимом Томский печатался в сатирических журналах «Смехач», «Крокодил», «Бегемот», в детских изданиях. О театре писал в журналах «Жизнь искусства», «Рабочий и театр».
Написал ряд пьес, пародий, водевилей, обозрений: «Даёшь Гамлета!» (посвящена новациям В. Мейерхольда), «Цыганские романсы в новых лицах», «Распутин на троне», «Любовь Аржаная», «Моржовая девушка», «Там, где растёт картофель», «Режим экономии», «Бюрократиада», «Люди этажей», «У красных московитов», «Весенний сев», «В лесу говорят», «Шемякин суд», «Партизан Савушка», «Мать и дитя»; «Прием доктора Айболита», «Оживающие куклы», «Чарли Чаплин и Карп Цаплин», «Фима отличник и Дима единоличник», «Три мороза».
После начала Великой Отечественной войны оказался в блокадном Ленинграде. Погиб от голода 25 декабря 1941 года.